# Saltator maxillosus
Saltator maxillosus là một loài chim trong họ Thraupidae.